# Ermolao Barbaro
Ermolao Barbaro ou Barbarus (Veneza, 1454 – Roma, 14 de Junho de 1493) foi um destacado humanista veneziano do Renascimento.
Ermolao Barbaro foi encarregue pelo senado de Veneza de várias negociações importantes junto dos imperadores Frederico III e Maximiliano I do Sacro Império, e foi nomeado pelo Papa Inocêncio VIII patriarca de Aquileia. Cultivou as letras com êxito: devem-se-lhe as traduções de Dioscórides, de Temístio e de trabalhos importantes sobre Aristóteles e sobre Plínio o Novo (Roma, 1492).
Em 1493 escreveu uma obra com o título Castigationes, na qual relata os erros das observações de Plínio.